# ليت كيلا
Categoría:Hombres
ماورو رومان مونزون هيريرا ( غونزاليز ، كاتان ، بوينس آيرس ، 4 أكتوبر 1999 ) ، المعروف باسم ليت كيلا ، هو مغني ومغني راب وكاتب أغاني أرجنتيني .